# Explosivo primario
Los explosivos primarios, también llamados iniciadores, se descomponen mediante una detonación si son iniciados con un pequeño estímulo externo. Este estímulo puede ser prácticamente de cualquier tipo: llama, fricción, impacto, choque, corriente o descarga eléctrica, radiación, etc.
Su sensibilidad es muy elevada, sobre todo cuando son puros, y suele depender en gran medida de su estructura cristalina y su granulometría. La sensibilidad puede reducirse por flegmatización (adición de aceites u otros líquidos que reducen la sensibilidad. En este caso es muy corrientemente con agua).
Contrariamente a lo que suele creerse, los explosivos primarios resisten bastante bien, incluso en ocasiones mejor que otros explosivos, a la elevación de la temperatura. Por ejemplo, el nitruro de plomo y el estifnato de plomo tienen temperaturas de inflamación a 3000 C.
Los explosivos primarios, como regla general, no se queman; su descomposición es muy rápida, adquiriendo el régimen aun en cantidades muy pequeñas y sin confinar.
El diámetro crítico de los explosivos primarios suele ser muy pequeño (del orden de 1 mm, por ejemplo, para el nitruro de plomo).
La energía liberada por los explosivos primarios en su detonación es generalmente pequeña; en los casos más comunes, sus calores de explosión están alrededor de las 400 kcal/kg (1700 kJ/kg), frente a los valores de 1000 kcal/kg, y superiores, típicos de los explosivos secundarios.
Los explosivos primarios son en algunas ocasiones moléculas de formación endotérmica, y, por tanto, metaestables. Por ese motivo, un pequeño aporte de energía exterior es suficiente para descomponer la molécula en los elementos que la forman, liberando una energía igual al calor de formación. En estos casos, no es necesario que en la molécula existan elementos combustibles y oxidantes; un ejemplo de explosivo] primario de este tipo es el nitruro de plomo, (N3)2Pb. 
En otros casos, como es el del estifnato de plomo, su calor de formación es negativo, y su descomposición tiene mediante la reacción de óxido‐reducción.
La velocidad de detonación de los explosivos primarios es del orden de 5000 m/s en la mayoría de los casos, baja, (sobre todo si se tiene en cuenta su elevada densidad) en comparación con la de la mayoría de las sustancias que son explosivos secundarios.
Conviene resaltar que la distinción entre explosivo primario y explosivo secundario es relativamente arbitraria, sobre todo en la zona de mayor sensibilidad de los explosivos secundarios. En esta zona se encuentra, por ejemplo, la pentrita, clasificada como explosivo secundario, que, en granulometría muy fina (de una decena de micras) tiene una sensibilidad semejante a los primarios. 
Los explosivos primarios más importantes hoy día son el nitruro de plomo y el estifnato de plomo. Nos referiremos también al fulminato de mercurio, cuyo interés hoy día es sólo histórico.